# Campeonato Mundial de Piragüismo en Maratón de 2026
El XXXIII Campeonato Mundial de Piragüismo en Maratón se celebrará en Sarasota (Estados Unidos) en el año 2026 bajo la organización de la Federación Internacional de Piragüismo (ICF) y la Federación Estadounidense de Piragüismo.